# Сандро Алтунашвілі
Сандро Алтунашвілі (груз. სანდრო ალთუნაშვილი, нар. 14 січня 1997) — грузинський футболіст, півзахисник австрійського  «Вольфсберга» і національної збірної Грузії.

## Клубна кар'єра
У дорослому футболі дебютував 2014 року виступами за команду «Сабуртало», в якій провів шість сезонів, взявши участь у 143 матчах чемпіонату. Більшість часу, проведеного у складі «Сабуртало», був основним гравцем команди. За результатами сезону 2018 року допоміг їй здобути перемогу у  чемпіонаті Грузії. 
2021 року перебрали до батумського «Динамо». Відіграв за батумських динамівців наступні два сезони своєї ігрової кар'єри. Граючи у складі батумського «Динамо» також здебільшого виходив на поле в основному складі команди.
1 липня 2023 року за 200 тисяч євро перебрався до австрійського «Вольфсберга», з яким уклав дворічний контракт.

## Виступи за збірні
2015 року дебютував у складі юнацької збірної Грузії (U-19), загалом на юнацькому рівні взяв участь у 6 іграх.
У вересні 2021 року дебютував в офіційних матчах за національну збірну Грузії. Наступного року був включений до її заявки для участі у першому в історії національної команди великому міжнародному турнірі — Євро-2024.

## Титули і досягнення
- Чемпіон Грузії (2):

«Сабуртало»: 2018
«Динамо» (Батумі): 2021
- Володар Кубка Грузії (1):

«Сабуртало»: 2019
- Володар Суперкубка Грузії (2):

«Сабуртало»: 2020
«Динамо» (Батумі): 2022
- Володар Кубка Австрії (1):

«Вольфсбергер»: 2024/25